# Billy Long
William Hollis Long II, detto Billy (Springfield, 11 agosto 1955), è un politico statunitense, membro della Camera dei Rappresentanti per lo stato del Missouri dal 2011 al 2023.

## Biografia
Nato a Springfield, dopo aver abbandonato gli studi all'Università del Missouri Long divenne un banditore d'asta e per diversi anni lavorò anche come conduttore radiofonico.
Entrato in politica con il Partito Repubblicano, nel 2010 si candidò alla Camera dei Rappresentanti per il seggio lasciato dal compagno di partito Roy Blunt, candidatosi al Senato. Long riuscì ad aggiudicarsi le primarie e poi sconfisse anche il candidato democratico, venendo eletto deputato. Confermato per altri cinque mandati, lasciò la Camera dei rappresentanti alla fine del 117º Congresso per candidarsi infruttuosamente al Senato.
Ideologicamente Long si configura come un repubblicano conservatore.